# Lauren Hutton

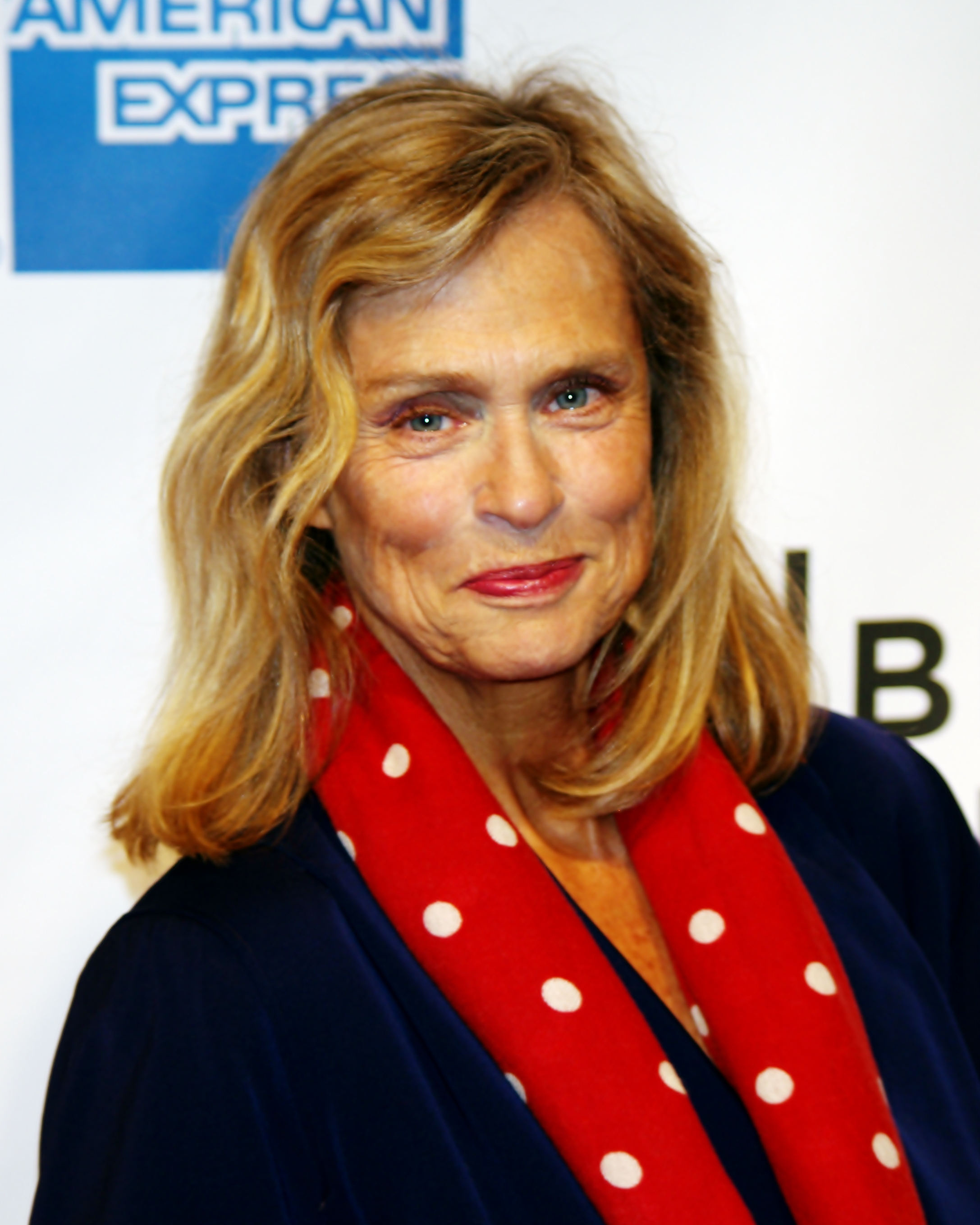
Lauren Hutton (2011)

Mary Laurence „Lauren“ Hutton (* 17. November 1943 in Charleston, South Carolina) ist eine US-amerikanische Schauspielerin und ein Fotomodell.

## Leben
Hutton begann im Jahr 1960 ein Studium an der University of South Florida, das sie 1964 an der Tulane University mit einem Bachelor of Arts abschloss.
Trotz einer kleinen Zahnlücke zwischen den Schneidezähnen gelang ihr 1964 nach dem Studium der Einstieg in eine Modelkarriere bei der Ford Modeling Agency. Dank ihrer subtilen erotischen Ausstrahlung avancierte sie zu einem der gefragtesten und bestbezahlten Fotomodelle der 1970er Jahre. So war sie über 25-mal auf dem Titelbild der Vogue zu sehen, woraufhin ihr vom Kosmetikkonzern Revlon Cosmetics ein lukrativer Vertrag angeboten wurde, den sie aber ausschlug.
Dennoch hatte sie einen gewissen Bekanntheitsgrad erlangt und schon bald erhielt sie auch Filmangebote. In dem Filmdrama Stromer der Landstraße aus dem Jahr 1970 spielte sie an der Seite von Robert Redford. Für diese Rolle war sie 1971 für den Golden Laurel nominiert. Weitere Auftritte folgten in Karel Reisz’ Drama Spieler ohne Skrupel, in dem Actionfilm Mein Name ist Gator und in Robert Altmans Ensemblefilm Eine Hochzeit. 
In dem Thriller Ein Mann für gewisse Stunden aus dem Jahr 1980 spielte sie neben Richard Gere die weibliche Hauptrolle einer Politikergattin. In der Horrorkomödie Einmal beißen bitte aus dem Jahr 1985 übernahm sie neben Jim Carrey eine der Hauptrollen. Im Fernsehen spielte sie unter anderem in der deutsch-britischen Serie Blaues Blut eine Gastrolle und war in den 1990ern in der Serie Central Park West zu sehen. Im neuen Jahrtausend trat sie nur noch selten als Schauspielerin in Erscheinung.
Auch mit über 70 Jahren war Hutton in jüngerer Vergangenheit noch als Model aufgetreten.

## Filmografie (Auswahl)
- 1968: Papierlöwe (Paper Lion)
- 1970: Die Geliebte des Priesters (Pieces of Dreams)
- 1970: Stromer der Landstraße (Little Fauss and Big Halsy)
- 1974: Spieler ohne Skrupel (The Gambler)
- 1976: Mein Name ist Gator (Gator)
- 1976: Willkommen in Los Angeles (Welcome to L.A.)
- 1977: Zwischen den Fronten (The Rhinemann Exchange, Miniserie)
- 1977: Viva Knievel – Der Tod springt mit (Viva Knievel!)
- 1978: Die Ballade von Jimmie Blacksmith (The Chant of Jimmie Blacksmith)
- 1978: Eine Hochzeit (A Wedding)
- 1978: Das unsichtbare Auge (Someone’s Watching Me!, Fernsehfilm)
- 1980: Ein Mann für gewisse Stunden (American Gigolo)
- 1981: Ich brauche einen Erben (Paternity)
- 1981: Zorro mit der heißen Klinge (Zorro, the Gay Blade)
- 1982: Feuer und Flamme (Tout feu, tout flamme)
- 1982: Worte kommen meist zu spät (Hécate, maîtresse de la nuit)
- 1983: Starflight One – Irrflug ins Weltall (Starflight: The Plane That Couldn’t Land, Fernsehfilm)
- 1983: Satan in Weiß (The Cradle Will Fall, Fernsehfilm)
- 1984: Lassiter
- 1985: Karussell der Puppen (Paper Dolls, Fernsehserie, 5 Folgen)
- 1985: Tödliche Schlagzeilen (Scandal Sheet, Fernsehfilm)
- 1985: Einmal beißen bitte (Once Bitten)
- 1985: Perfect
- 1986: Sünden (Sins, Miniserie, 3 Folgen)
- 1986: Mike Hammer – Kidnapping in Hollywood (The Return of Mickey Spillane’s Mike Hammer, Fernsehfilm)
- 1986: Unheimliches Verlangen (Flagrant désir)
- 1987: Die Zeitfalle (Timestalkers, Fernsehfilm)
- 1987: Malone
- 1987: Falcon Crest (Fernsehserie, 4 Folgen)
- 1988: Ab heute sind wir makellos (Perfect People, Fernsehfilm)
- 1988: Forbidden Sun
- 1990: Blaues Blut (Miniserie, 2 Folgen)
- 1990: Fear – Todesangst (Fear, Fernsehfilm)
- 1991: Millions – Der Clan der Milliardäre (Miliardi)
- 1991: Auf der Sonnenseite des Lebens (Missing Pieces)
- 1994: Daddy Cool (My Father the Hero)
- 1995–1996: Central Park West (Fernsehserie, 21 Folgen)
- 1996: Das Urteil der Geschworenen (We the Jury, Fernsehfilm)
- 1997: Die Story von Monty Spinnerratz (A Rat’s Tale)
- 1998: Studio 54 (54)
- 1998: Männer ticken anders (Just a Little Harmless Sex)
- 1999: The Venice Project
- 1999: The Last Witness – Nur tote Zeugen schweigen (The Last Witness, Fernsehfilm)
- 2007: Nip/Tuck – Schönheit hat ihren Preis (Nip/Tuck, Fernsehserie, 2 Folgen)
- 2009: Familie Jones – Zu perfekt, um wahr zu sein (The Joneses)
- 2013: Walking Stories
- 2018: I Feel Pretty